# آيت عزو الجبل (تامشاشاط)
آيت عزو الجبل هو دُوَّار يقع بجماعة تامشاشاط، إقليم الحاجب، جهة فاس مكناس في المملكة المغربية. ينتمي الدوّار لمشيخة تامشاشاط التي تضم 12 دوار. يقدر عدد سكانه بـ 63 نسمة حسب الإحصاء الرسمي للسكان والسكنى لسنة 2004.

## وصلات خارجية
- البوابة الوطنية للجماعات الترابية
- المندوبية السامية للتخطيط